# Comoé (Ivoorkust)
Comoé is een district van Ivoorkust met als hoofdstad Abengourou. Het district heeft een oppervlakte van 14.173 km² en telde in 2014 1.203.052 inwoners.
Het district werd opgericht na de bestuurlijke herindeling van 2011. De districtsraad telt 42 leden en het district wordt geleid door een minister-gouverneur (anno 2021 Pascal Abinan Kouakou).

## Grenzen
Het district wordt in het westen begrensd door de gelijknamige rivier Comoé en in het oosten door Ghana. Het grenst aan de Ivoriaanse districten Zanzan, Lacs, Lagunes en Abidjan.

## Regio's
Het district is verder opgedeeld in regio's:
- Indénié-Djuablin
- Sud-Comoé